# Distretto di Bia Ovest
Il distretto di Bia Ovest (ufficialmente Bia West District, in inglese) è un distretto della Regione Nordoccidentale del Ghana. Il distretto è situato al confine con la costa d'Avorio.
Il distretto è stato costituito nel 2012 rinominando il preesistente distretto di Bia dal quale era stata, contemporaneamente, scorporata la parte più orientale per costituire il distretto di Bia Est. Il capoluogo, Essam, è situato poco distante dalla cittadina di Debiso. 
Oltre il 70% della popolazione vive in aree rurali, l'agricoltura rappresenta il principale settore di impiego. 
Nel distretto si trovano due riserve forestali,  Bia North forest reserve e Bia South forest reserve. Mentre la prima è un'area protetta  nella seconda viene prodotto legname.
Le principali popolazioni del distretto sono i Sefwi, i Bono, gli Ashanti e popolazioni originarie del nord. Il distretto, come diversi altri nella regione, ricade sotto la giurisdizione tradizionale degli Sefwi Wiawso, una popolazione Akan. 